# 山北隆士
山北 隆士（やまきた たかし、1975年9月2日 - ）は、地方競馬の高知競馬場山岡恒一厩舎所属の元騎手である。勝負服の柄は胴紫・黄星散らし、袖桃。高知県出身、血液型B型。

## 来歴
1993年9月29日付けで地方競馬騎手免許を取得し、細川忠義厩舎からデビュー。同年10月4日高知競馬で初騎乗。同年10月10日高知競馬で初勝利。
1995年7月31日第10回全日本新人王争覇戦出場（11人中8位）。
1997年6月3日第25回南国優駿をカタマルルーシーで優勝し、重賞初制覇。
2000年細川忠義厩舎から山岡恒一厩舎へ所属変更。
2003年2月付けで引退することが発表された。最終騎乗は同年2月10日第17回高知競馬2日目第11競走B2条件戦キノパートナーに騎乗し8着だった（11頭立て10番人気）。
地方通算成績は3349戦276勝・2着294回・3着355回・勝率8.2%・連対率17.0%